# Catalina de Grecia
La princesa Catalina de Grecia y Dinamarca (en griego Αικατερίνη της Ελλάδας; Atenas, 4 de mayo de 1913-Londres, 2 de octubre de 2007), también conocida en el Reino Unido como Lady Katherine Brandram, era la hija menor del rey Constantino I de Grecia y la reina Sofía, por tanto, miembro de las familias reales griega y danesa.
La vida de la princesa Catalina estuvo marcada por la guerra y el exilio. La Primera Guerra Mundial y la guerra greco-turca supusieron el exilio del rey Constantino y de su familia de Grecia. La pequeña Catalina tuvo que abandonar el país dos veces antes de cumplir diez años.
La princesa vivió la adolescencia en Italia, donde su familia encontró refugio, y en el Reino Unido, donde realizó sus estudios. Huérfana de padre en 1923 y de madre en 1932, tuvo siempre una relación muy cercana con sus hermanos, con los que vivió hasta su matrimonio. Por ello, cuando la monarquía se restauró en Grecia en 1935, Catalina se instaló junto con su hermano Jorge II de Grecia y retomó con su hermana Irene, el papel de «primera dama» que la exreina Isabel de Rumania había perdido al divorciarse.
Con la Segunda Guerra Mundial, la princesa se implicó en el auxilio de los soldados enfermos y trabajó como enfermera voluntaria. El avance de las fuerzas del Eje obligó a la familia real a volver a exiliarse. Catalina se fue en esta ocasión a Egipto y a Sudáfrica, donde continuó ejerciendo de enfermera voluntaria y apoyaba a su cuñada Federica de Hannover.
En 1946, Catalina decide reencontrarse con su hermano, el rey Jorge II, en Inglaterra. Durante el viaje, conoció al mayor británico Richard Brandram y rápidamente se enamoraron. La pareja se casó en 1947, poco después de la restauración de la monarquía en Grecia. Tras una corta estancia en Irak, Catalina y Richard se instalaron en el Reino Unido. 
Con motivo del matrimonio de su primo el príncipe Felipe de Grecia y Dinamarca con la princesa Isabel el rey Jorge VI emitió un decreto elevando a la princesa Catalina al título Lady más el nombre de pila, posicionándola como si fuera la hija de un duque y tomando precedencia inmediata sobre las hijas de un marqués. 
Desde ese momento la princesa Catalina tomó el título en el Reino Unido de Lady Katherine Brandram  y tuvo una vida discreta y modesta con algunas apariciones oficiales en grandes eventos relativos a las familias reales a las que pertenecía.
Catalina murió en 2007, cinco años después del fin de una batalla jurídica que llevó a cabo junto con su sobrino, el exrey Constantino II y su sobrina, la princesa Irene contra Grecia y que le valió una indemnización de 300 000 euros por la confiscación de sus bienes y los de otros miembros de la familia real griega en 1994.

## Familia

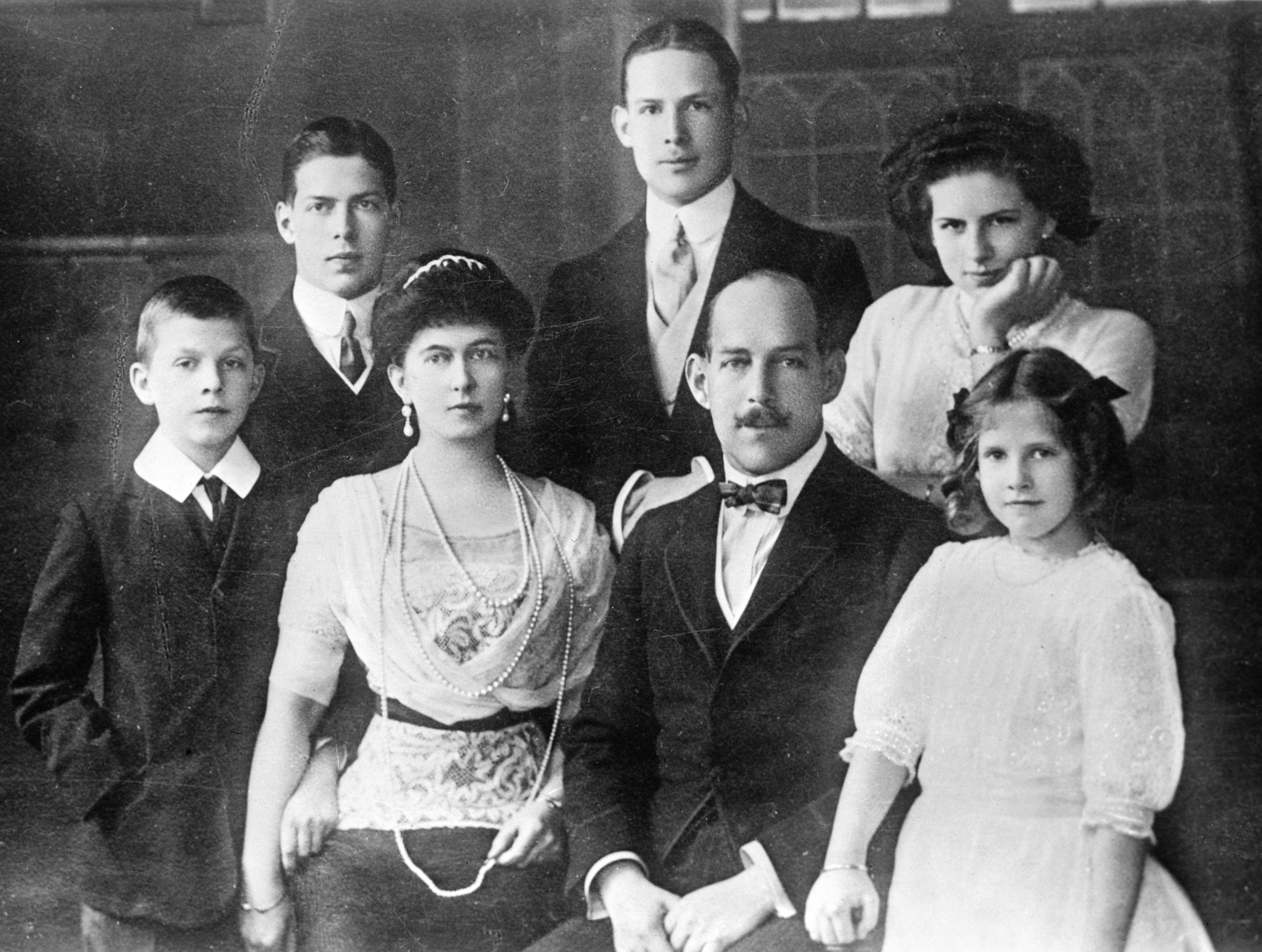
La familia de Catalina c. 1914. En el centro, la reina Sofía y el rey Constantino I de Grecia, alrededor de ellos, los futuros reyes Pablo I, Alejandro I y Jorge II de Grecia y las futuras reinas Elena de Rumanía e Irene de Croacia.

La princesa Catalina era la hija menor del rey Constantino I de Grecia y su esposa, la reina Sofía. Por tanto, era la nieta paterna del difunto rey Jorge I, que había sido recientemente asesinado, y de su mujer, la reina Olga; sus abuelos maternos eran el emperador Federico III de Alemania y su esposa, la emperatriz Victoria. Catalina descendía por lo tanto de los reyes de Dinamarca, los zares de Rusia, los emperadores de Alemania y los reyes de Gran Bretaña, entre otras dinastías. Asimismo tenía la singularidad genealógica de ser a la vez, bisnieta del rey Cristián IX de Dinamarca, apodado el «suegro de Europa», y de la reina Victoria del Reino Unido, apodada la «abuela de Europa».
Hermana de tres reyes (Jorge II, Alejandro I y Pablo I, tres soberanos de Grecia) y de dos reinas (Elena de Rumanía e Irene de Croacia), fue también tía de otros dos reyes (Miguel I de Rumania y Constantino II de Grecia) y de dos reinas (Sofía de Grecia y Alejandra de Grecia).
El 21 de abril de 1947, Catalina se casó, en el palacio real de Atenas con el mayor británico Richard Brandram, de origen plebeyo. De la unión entre ellos nació un único hijo, Paul Brandram, el 1 de abril de 1948. Paul se casó en dos ocasiones, la primera con la británica Jennifer Diane Steele en 1975, y con la que tuvo tres hijos. Se divorciaron en 1993 y en 2009 se casó con Katherine H. Moreton. El 9 de mayo de 2020 falleció Paul Brandram en su casa de Combrook, Warwickshire.

## Biografía

### Nacimiento y bautismo

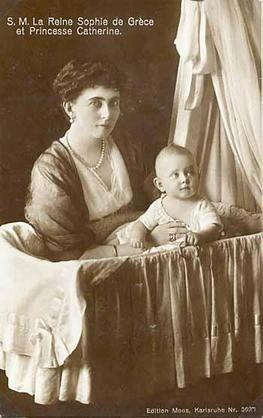
La reina Sofía de Grecia con Catalina.

Cuando la princesa Sofía de Prusia se quedó embarazada de su última hija, a finales de 1912, ella tenía ya cinco hijos con el heredero al trono griego y los mayores (Jorge y Alejandro) eran ya mayores de edad. Además, la relación entre ellos no pasaba por un buen momento y el diádocos tenía una relación, aceptada por Sofía, con una aristócrata alemana, la condesa Paola de Ostheim. La llegada de un nuevo hijo a la familia levantó rumores sobre que este era fruto de una relación extramarital de la princesa heredera. Los rumores, falsos o verdaderos, no afectaron al príncipe Constantino que reconoció sin dificultad su paternidad.
El nacimiento de Catalina, el 4 de mayo de 1913, se produjo en un contexto complicado. El 18 de marzo, el rey Jorge I de Grecia, abuelo de la criatura, fue asesinado en Salónica, poco después de la ocupación de la ciudad durante la Primera Guerra de los Balcanes. Cuando la princesa nació, sus padres eran los nuevos soberanos griegos y ella tuvo, por consiguiente, la particularidad de ser la única hija de la pareja real que nació estando sus padres en el trono. Una vez que la paz volvió y, debido a sus victorias frente al Imperio otomano, Grecia tuvo que hacer frente a la oposición de sus aliados con respecto al problema del reparto de los territorios conquistados, como fue el caso de Bulgaria, que le disputaba la posesión de Tesalónica. Además, Italia quería posesiones en el Dodecaneso y en Epiro. Poco después de la firma del tratado de paz entre los reinos balcánicos y la Sublime Puerta, estalló la segunda guerra de los Balcanes entre Grecia y sus aliados y Bulgaria. Rápidamente, este segundo conflicto se saldó con nueva victoria helena y Grecia salió del conflicto bastante agrandada.
Cuando la paz volvió de nuevo, la familia real organizó el bautizo de la princesa Catalina. Para destacar los lazos entre el rey Constantino, comandante en jefe en los conflictos que acababan de terminar, y el ejército griego, la niña tuvo como padrinos al conjunto de los miembros del ejército de tierra y de la marina. Se trata este de un hecho simbólico pues, en la religión ortodoxa, el vínculo entre el ahijado y el padrino se considera más fuerte que los lazos de sangre.

### Infancia
Los primeros años de la princesa estuvieron marcados por la Primera Guerra Mundial y la actitud amenazante de los gobiernos de la Triple Entente hacia sus padres. Como la reina Sofía era la hermana del káiser Guillermo II de Alemania, el rey de Grecia fue acusado por Francia y sus aliados de llevar a cabo una política demasiado germanófila. En 1915, el primer ministro Eleftherios Venizelos, favorable a la Entente, autorizó a los Aliados a ocupar Tesalónica para ayudar a Serbia, aliada de Grecia. Sin embargo, los Aliados no tardaron en ofrecer su apoyo a un gobierno griego paralelo dirigido desde Salónica por Venizelos. Empezaba así una etapa de la historia griega conocida como cisma nacional, una oposición entre monárquicos y venizelistas que fue tan grande que se produjeron combates entre las dos fuerzas.

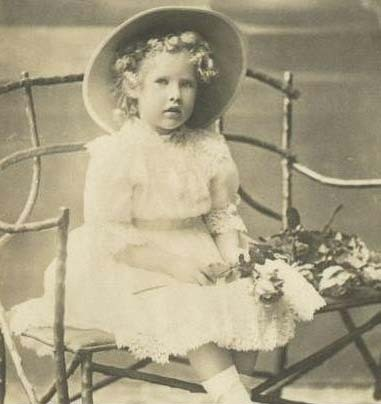
La princesa Catalina en 1917.

En este contexto difícil, la vida de los miembros de la familia real estaba muy amenazada. El 14 de julio de 1916, un incendio provocado, probablemente por agentes franceses, estalló en la residencia real en Tatoi cuando Catalina y su familia se encontraban en su interior. Este incidente, que destruyó gran parte del palacio y mató a entre dieciséis y dieciocho criados y soldados al servicio de Constantino I, no causó la muerte a ningún miembro de la familia real. Para salvar su vida y la de su hija pequeña, la reina Sofía huyó cerca de dos kilómetros campo a través con ella en los brazos. Las dos tenían quemaduras y magulladuras, pero estaban sanas y salvas.
Algunos meses más tarde, el 1 de diciembre de 1916, la vida de la familia real se vio nuevamente amenazada por la Entente. Tras una riña entre los reservistas griegos y las tropas franco-británicas que venían a por las armas prometidas por el rey a la Entente, la flota aliada bombardeó Atenas y el palacio real. Ningún miembro de la familia resultó herido, pero la reina y sus hijos se vieron obligados a esconderse en los sótanos del palacio durante dos horas para protegerse de las explosiones.

### Primer exilio

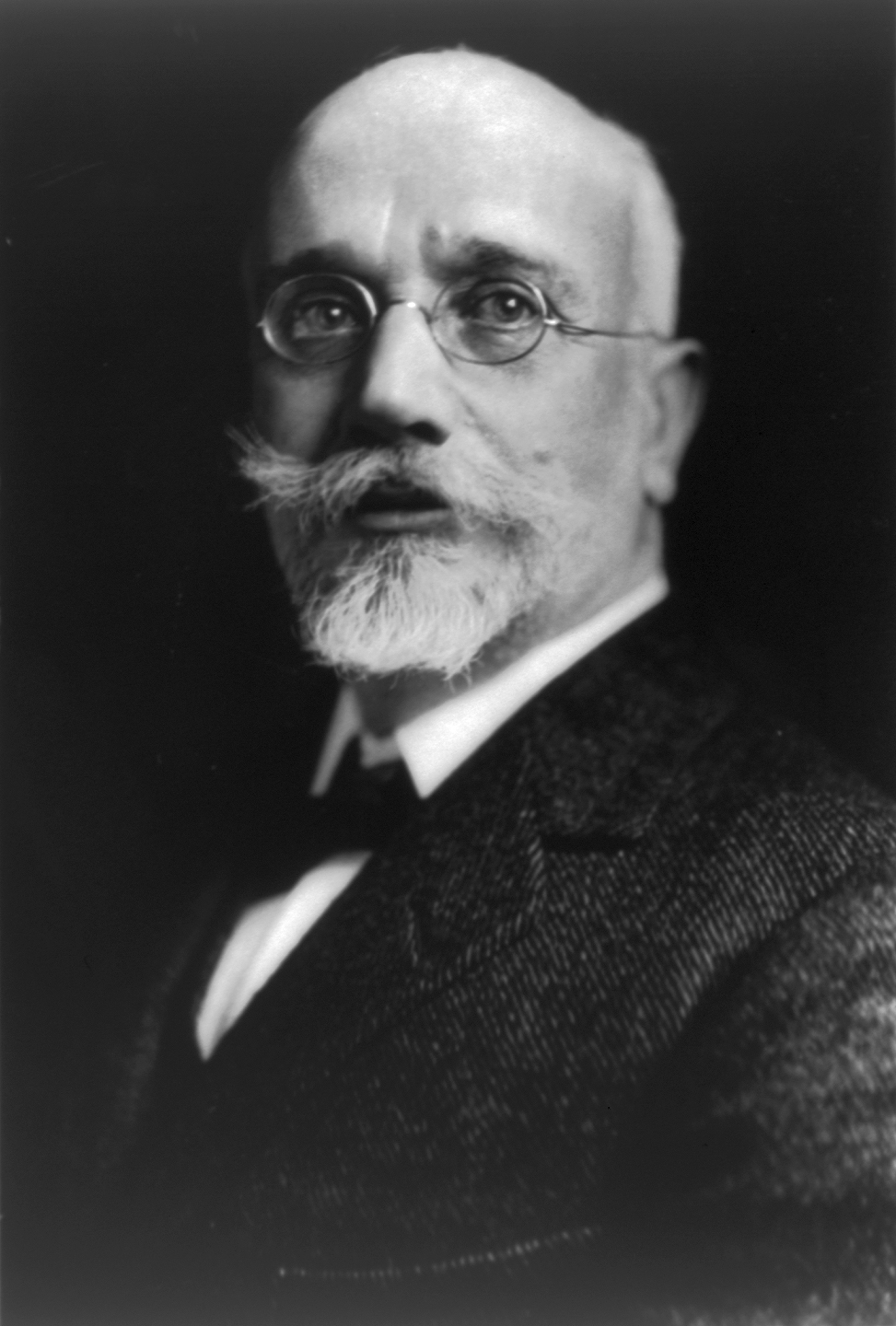
Eleftherios Venizelos, el enemigo número uno de la familia real griega.

Con la revolución rusa de 1917 y la caída del zar Nicolás II de Rusia, Constantino I y la familia real perdieron a su último apoyo en la Entente. El 10 de junio de 1917, Charles Jonnart, el alto comisario aliado en Grecia, exigió al gobierno heleno la abdicación del rey y su sustitución por otro que no fuera el diádocos Jorge, considerado demasiado germanófilo. Con la amenaza del desembarco de 100 000 soldados en El Pireo, el soberano abandonó la corona en favor de su segundo hijo, Alejandro.
El 11 de junio, Catalina y su familia huyeron, en secreto, del palacio de Atenas, rodeado por una multitud de personas leales que rechazaban ver partir a Constantino, y llegaron a Tatoi. Al día siguiente, la familia real abandonó Grecia desde Oropo y partieron al exilio. Catalina tenía entonces cuatro años y fue la última vez que vio a su hermano Alejandro, el nuevo rey. De hecho, Venizelos, desde que asumió el poder en todo el país, prohibió cualquier contacto entre Alejandro I y su familia.
Tras atravesar el mar Jónico e Italia, Catalina y su familia se instalaron en la Suiza alemana, primero en Saint-Moritz y después en Zúrich. El resto de la familia real griega fue yendo al exilio conforme Grecia entró en guerra al lado de la Entente. No obstante, la situación económica de Constantino y Sofía no era muy buena y el rey, con una profunda sensación de fracaso, no tardo en caer enfermo. En 1918, enfermó de gripe española y escapó por poco de la muerte.
Durante su convalecencia, el monarca pasó mucho tiempo con Catalina y sus hermanos. Con ellos, leía a Rudyard Kipling y, sobre todo, el poema Si..., que adoraba. Los hijos tenían una relación muy estrecha con su padre e hicieron todo lo posible para hacer olvidar las penurias del exilio.

### Vuelta a Grecia
El 25 de octubre de 1920, la muerte inesperada en Atenas del joven Alejandro I, debido a la sepsis tras la mordedura de un mono, provocó una crisis institucional en el reino heleno. Aunque tensa, la situación se agravó con la prolongación de la guerra greco-turca. En las elecciones legislativas de noviembre, los venizelistas fueron derrotados y su jefe decidió partir al exilio a París tras confiarle la regencia a la reina consorte Olga. Finalmente, tras un referéndum discutido, en el que el 99 % de los electores votaron a favor de la vuelta de Constantino, Catalina y la familia real pudieron volver a Grecia.
La vuelta de los soberanos y de sus hijos a la capital helena se realizó en medio del fervor popular. Sin embargo, la felicidad duró poco para Catalina y su familia. Primero, porque tras la muerte de Alejandro, los hijos de Constantino y de Sofía se dispersaron: en 1921, el diádocos Jorge se casó con la princesa Isabel de Rumania y su hermana Helena se casó con el hermano de esta, el príncipe heredero Carlos, y fue a vivir con su marido. Además, la escena política griega estaba envenenada por la guerra y, con la derrota por las fuerzas de Atatürk, un golpe de Estado que obligó a Constantino a abandonar el poder, aunque esta vez, en favor de su hijo mayor.

### Segundo exilio

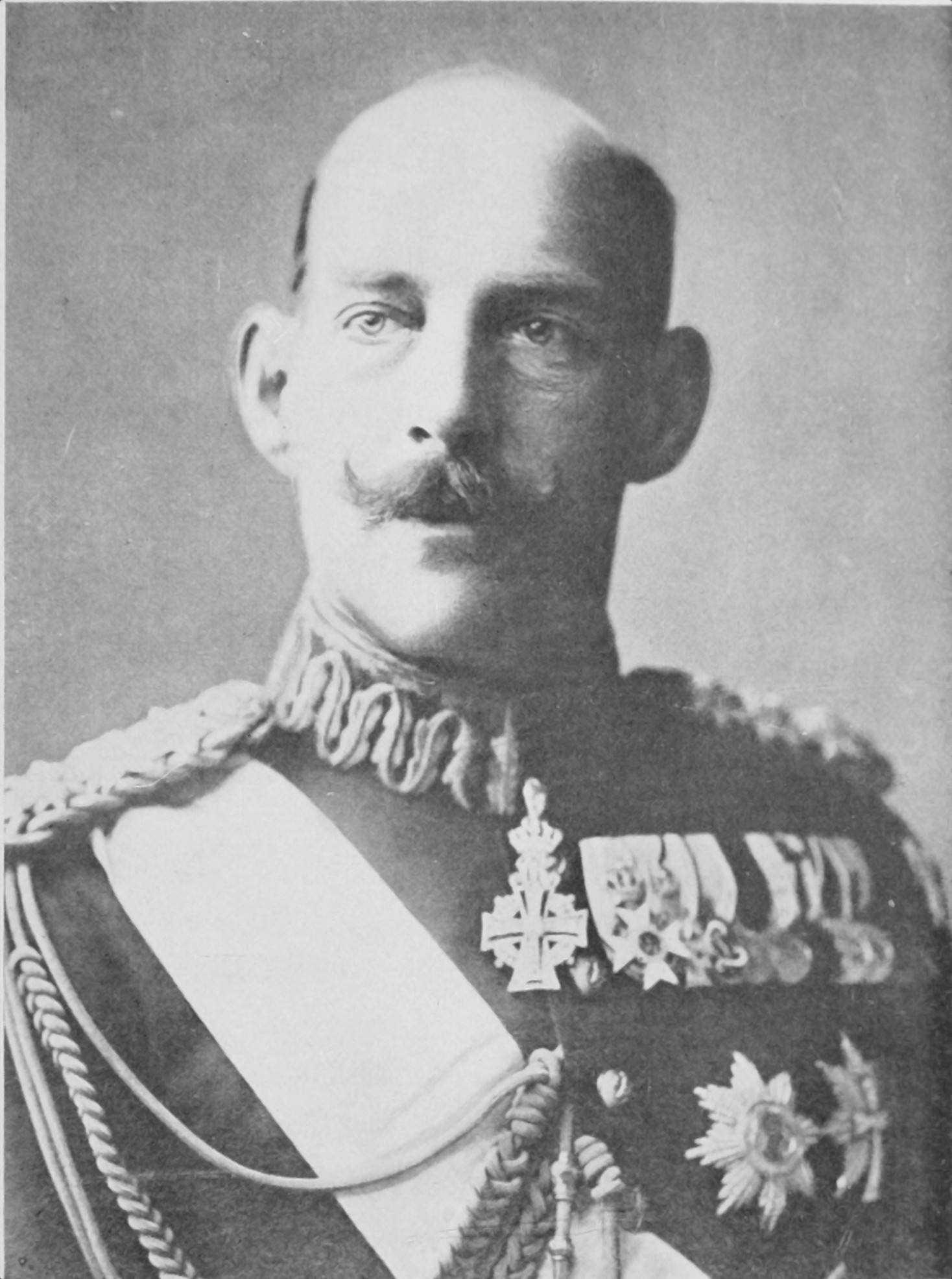
Constantino I de Grecia, padre de Catalina.

El 30 de octubre de 1922, Catalina, sus padres y su hermana Irene abandonaron de nuevo el país. Exiliados, fueron acogidos por el gobierno italiano y se instalaron en la villa Hygeia en Palermo (Sicilia). Al poco, el rey sufrió un ateroma, cayó en una gran depresión y quedó catatónico. Sus hijas menores y su esposa hicieron grandes esfuerzos por hacerlo volver en sí, pero murió de una hemorragia cerebral el 11 de enero de 1923.
Tras la muerte de su padre, Catalina se instaló cerca de Florencia, en la villa Bobolina de Fiesole con su hermana Irene y su madre Sofía. En la capital toscana, Catalina, cuya educación estaba siendo supervisada por una gobernanta inglesa, miss Edwards, desde 1920, se inició en el arte de la pintura y llegó a dominarlo bastante bien.
En 1924, se proclama la Segunda República en Atenas y Jorge II y los últimos miembros de la familia real aún presentes en Grecia tuvieron que abandonar el país. Los Oldemburgo perdieron su nacionalidad griega. Como todos sus parientes, Catalina recibió de manos de su tío, el rey Cristián X de Dinamarca, un pasaporte danés.
Poco tiempo después, la reina Sofía pidió a su primo, el rey Jorge V la autorización para enviar a Catalina a un internado en un colegio de Broadstairs para que siguiera unos cursos de verano. El soberano aceptó y la joven estudió en el colegio North Foreland Lodge, situado en Sherfield-on-Loddon. Cuando acabó sus estudios, la princesa volvió a Italia con su madre y su hermana Irene. En 1930, a ellas tres se les unió la reina Helena de Rumanía que había abandonado Bucarest tras la restauración de su exmarido en el trono.

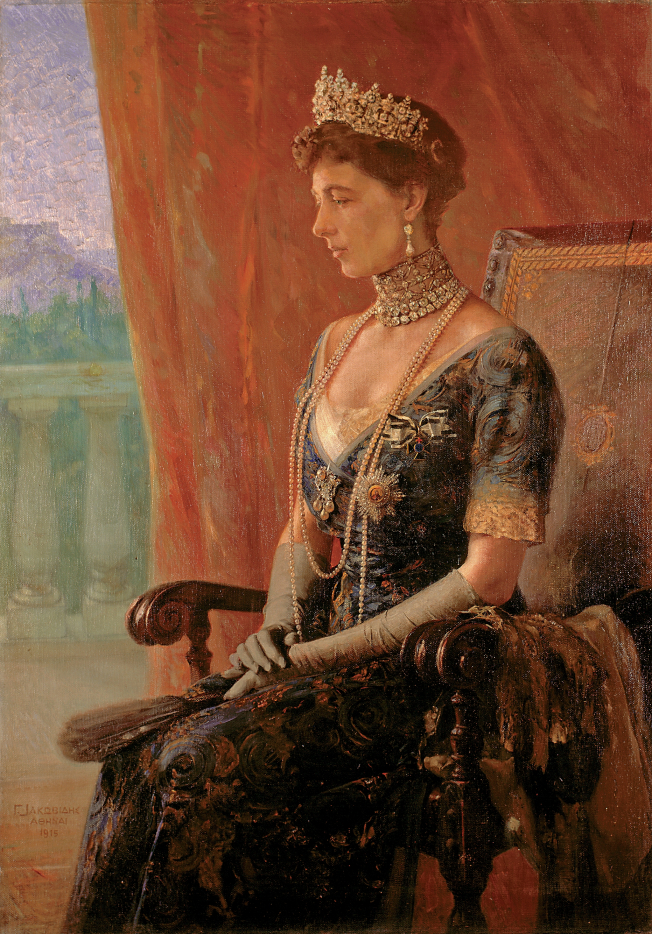
La reina Sofía de Grecia, madre de Catalina.

En enero de 1932, Catalina no contaba aún con 19 años y su madre, la reina Sofía, murió de cáncer en Alemania. La reina Helena compró la villa de su madre y las princesas Catalina e Irene siguieron viviendo junto a ella. Su vida fue más retirada, pero las tres jóvenes visitaban frecuentemente a la familia real italiana que siempre fue muy hospitalaria con los Oldemburgo durante su exilio. Como princesas griegas, fueron invitadas a muchos actos importantes del gotha europeo. En 1934, Catalina fue testigo, en compañía de su hermana Irene y de la futura Isabel II del Reino Unido, de la boda de su prima, la princesa Marina de Grecia con el duque de Kent.
Las tres princesas griegas se sirvieron de sus contactos para buscar esposa a su hermano, el príncipe Pablo, con 34 años y aún soltero. En 1935, se aprovecharon de la presencia en Florencia de su prima, la princesa Federica de Hannover, para que esta conociera al heredero al trono griego. Su estratagema fue eficaz, ya que Federica se enamoró del diádoco. Sin embargo, los padres de ella se mostraban reticentes con respecto a esta relación y no fue hasta 1937 cuando Pablo y Federica pudieron comprometerse.
En 1935 y con 22 años, Catalina realizó un viaje alrededor del mundo que la llevó, sobre todo, a Hollywood. En esta ciudad, numerosas agencia publicitarias intentaron convencerla para que posara para ellos en fotos. Finalmente, ella decidió abandonar los Estados Unidos y volver a Italia para escapar de sus persistentes peticiones.

### Restauración de la monarquía

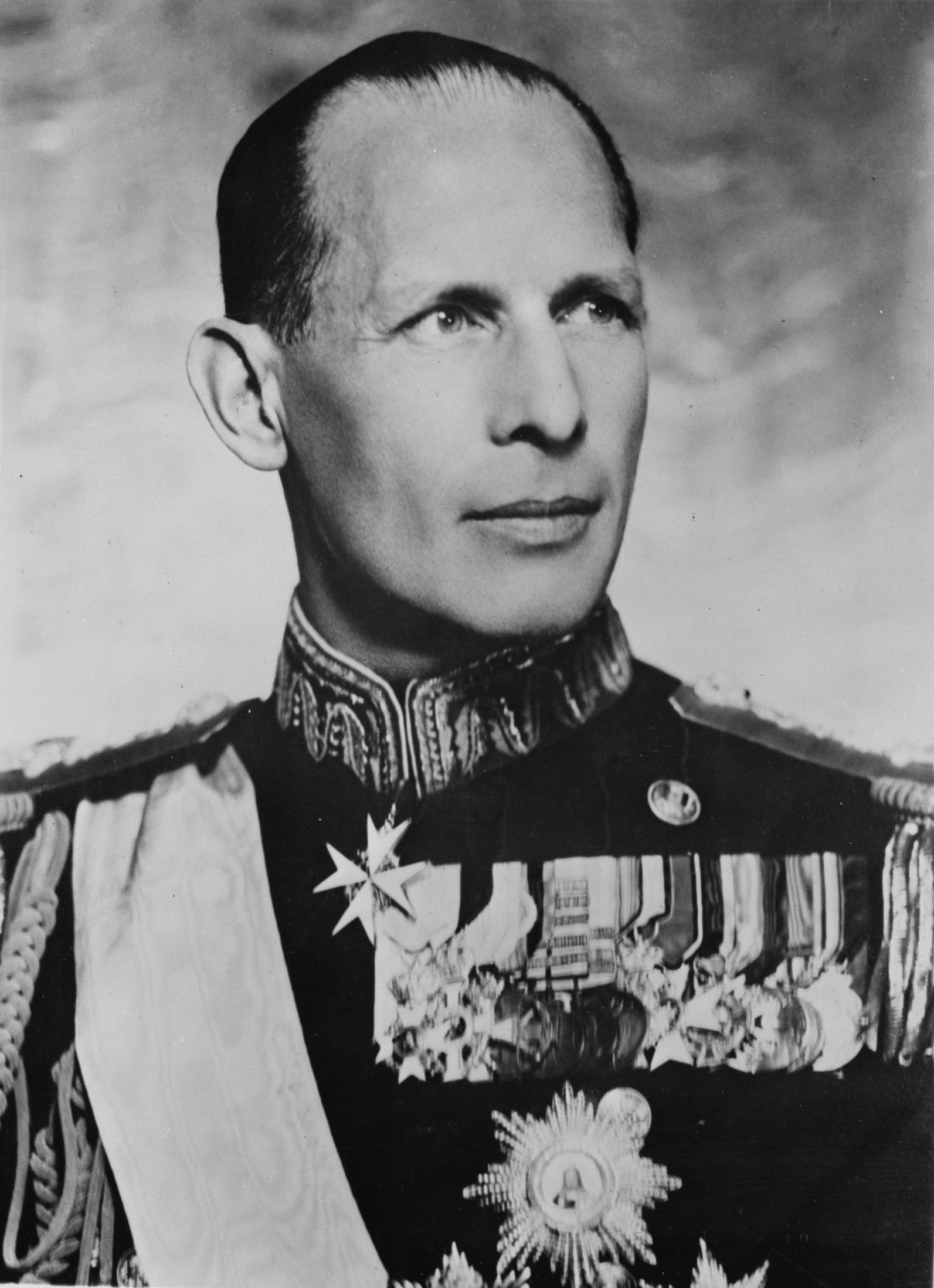
El rey Jorge II de Grecia, hermano mayor de la princesa Catalina.

Algunos meses después de la vuelta de Catalina a Europa, en noviembre de 1935, un referéndum organizado por el general Georgios Kondilis, restableció la monarquía en Grecia y el rey Jorge II volvió a ocupar el trono. El príncipe Pablo acompañó a su hermano a Atenas. Sus hermanas Irene y Catalina se unieron a ellos más tarde. Estas se instalaron en el palacio real con su hermano mayor, que se había divorciado de la reina Isabel de Rumania en julio de 1935, por lo que las princesas tuvieron que desempeñar el papel de reina consorte.
En la capital helena, Catalina se ocupaba de obras sociales y pasaba mucho tiempo con su familia. En 1937, el diádocos Pablo se casó con Federica de Hannover y después de ello, estrechó su relación con su hermano pequeño y su cuñada. Esta relación privilegiada que la princesa tenía con la pareja continuó durante la Segunda Guerra Mundial y Catalina ocupó, de hecho, un lugar destacado en la vida de sus sobrinos.
En 1939, la princesa sintió pena al ver a su hermana Irene abandonar Grecia para volver a Italia a casarse con el príncipe Aimón de Saboya, futuro rey Tomislav II de Croacia. Para Catalina y su familia, la separación fue muy dura teniendo en cuenta las tensas relaciones entre Roma y Atenas y el estallido inminente de una guerra.

### Segunda Guerra Mundial

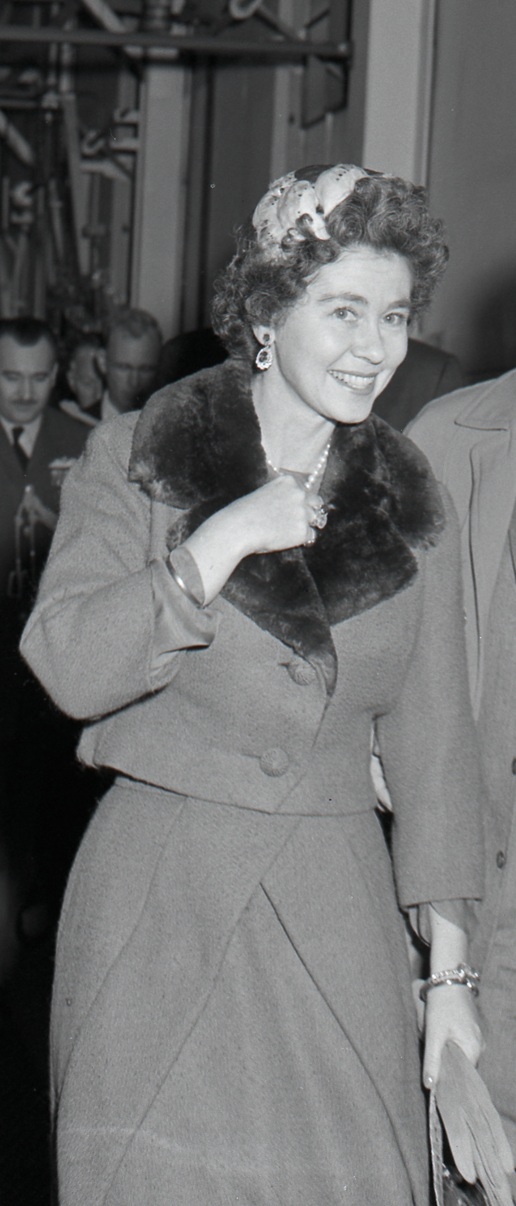
La princesa Federica de Hannover, cuñada y amiga de la princesa Catalina.

El 28 de octubre de 1940, estalló la guerra greco-italiana y el reino heleno se vio envuelto en la Segunda Guerra Mundial. Desde el inicio del conflicto, la princesa Catalina se unió al cuerpo de enfermeras voluntarias de la Cruz Roja y se involucró en el apoyo a los soldados heridos, tarea que le afectaba mucho.
Los primeros días de la guerra fueron muy favorables a Grecia, que consiguió repeler a los tropas italianas e incluso invadir una parte del territorio albanés, por aquel entonces, protectorado italiano. A pesar de todo, el país estaba hastiado por el conflicto y la declaración de guerra de la Alemania nazi, el 6 de abril de 1941, le dio la vuelta a la situación. De hecho, el avance de las tropas alemanas en la Grecia continental a partir del 9 de abril hizo retroceder al ejército heleno. Tras varias semanas de combate, los alemanes se encontraban cerca de Atenas y la familia real decidió huir.
El 22 de abril, la princesa Catalina embarcó en dirección a Creta a bordo de un hidroavión británico con su tío y su tía Jorge de Grecia y Marie Bonaparte, sus cuñadas Federica de Hannover y Aspasía Mánou, viuda del rey Alejandro I y sus sobrinos Constantino, Sofía y Alejandra. Al día siguiente, la familia se completó con la llegada del rey Jorge II de Grecia y el diádocos Pablo. Sin embargo, la batalla de Creta hizo que la situación se complicara para los Oldemburgo y la familia huyó a Egipto el 30 de abril, quince días antes del ataque lanzado por los Fallschirmjäger contra la isla.
En Alejandría, los miembros de la familia real fueron recibidos por la diáspora griega, que acogió a los refugiados en sus casa y les dio dinero y ropa. Sin embargo, el gobierno egipcio, que era fuertemente italófilo, se mostraba poco dispuesto a acoger en su territorio a los enemigos de Adolf Hitler y Benito Mussolini. El 27 de junio, Catalina, Jorge, Marie, Federica y los hijos de estos abandonaron el país y se dirigieron hacia Unión Sudafricana, que invitó a la familia real oficialmente a refugiarse en su territorio. El rey y el diádocos eligieron irse a Londres con el gobierno griego en el exilio para continuar la guerra contra las fuerzas del Eje. Las princesas Aspasía y Alejandra optaron también por ir al Reino Unido.
Catalina y su familia llegaron a Ciudad del Cabo el 8 de julio de 1941, tras dos semanas de viaje a bordo del navío neerlandés  Nieuw Amsterdam. En el dominio se unieron a la princesa Eugenia de Grecia, su esposo y su hija, que habían abandonado Francia durante la ocupación. Deseosa de participar en la guerra, Catalina volvió, poco después de llegar, a trabajar de enfermera. Empezó a trabajar con su sobrina Eugenia y se dedicó sobre todo a los soldados que se habían quedado ciegos. Además, ayudó a su cuñada, que estaba embarazada de su tercer hijo.

### Inestabilidad política y compromiso

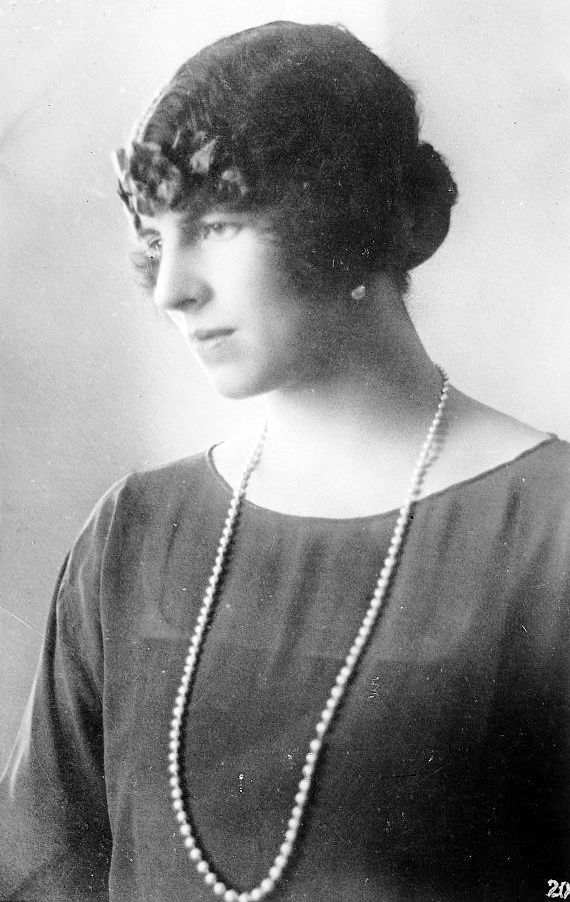
La reina Elena de Rumanía, hermana mayor de la princesa Catalina. Durante la guerra, la soberana estuvo aislada casi por completo del resto de la familia real griega.

Mientras que la familia real intentaba continuar en el exilio su combate contra las fuerzas del Eje, en Grecia la ocupación provocó la aparición de diversos movimientos de resistencia, entre los que destaca el Ejército Popular de Liberación Nacional o ELAS. Dominado por el Partido Comunista de Grecia, esta organización dirigía la guerrilla contra las tropas extranjeras y consiguió liberar en solitario algunas regiones del país, como la Macedonia Occidental. Con el retroceso de los ejércitos del Eje, el ELAS se impuso en la escena política helena y dejó de reconocer el gobierno en el exilio de Jorge II durante el verano de 1944. A pesar de haber reaccionado nombrando un gobierno de coalición con Georgios Papandreu a la cabeza, el rey tuvo que aceptar, debido a las presiones de Churchill y Eden, la creación de una regencia bajo la dirección del arzobispo republicano Damaskinos de Atenas. Desesperado y convencido de que las puertas de su país acaban de cerrársele, el rey compró una residencia en el Reino Unido y se preparó para una nueva vida en el exilio.
A pesar de estas dificultades políticas, los príncipes de Grecia organizaron poco a poco su salida de la Unión Sudafricana. Catalina, Federica y los hijos de estas se encontraron con el diádocos Pablo en Egipto en enero-marzo de 1944 mientras que Jorge de Grecia y su esposa, Marie Bonaparte llegaron a Inglaterra en octubre de ese mismo año. Asimismo, el contacto con los miembros de la familia real que habían estado aislados durante la guerra, como la reina madre Elena de Rumanía se retomó.
En mayo de 1946, Catalina abandonó finalmente Alejandría y se embarcó a bordo del Ascania para unirse a su hermano, el rey Jorge II, en Londres. Durante el trayecto, conoció al mayor británico Richard Brandram, entonces de permiso. En el barco, los dos jóvenes se enamoraron rápidamente y se comprometieron en secreto tres semanas después de haber llegado al Reino Unido. A pesar de que el matrimonio era morganático, la unión era plenamente aceptada por la familia real, pero el soberano le mandó a su hermana que guardase en secreto el proyecto de matrimonio hasta que la situación política griega se normalizase. Las elecciones del 31 de marzo de 1946 dieron la mayoría a los diputados monárquicos y se programó un referéndum para el 1 de septiembre. Sin embargo, Grecia seguía estando profundamente dividida y la guerra civil se desarrollaba en el norte del país.
La consulta popular del 1 de septiembre fue una gran victoria para la familia real pues el 69% de los votantes se pronunciaron a favor de la restauración. Jorge II y los suyos volvieron a Grecia progresivamente, pero se encontraron con un país devastado por la guerra civil y las luchas contra el ocupante. En Atenas, Catalina volvió a instalarse con su hermano en el palacio real y retomó, durante algún tiempo, su papel de consorte.

### Matrimonio e instalación en el Reino Unido

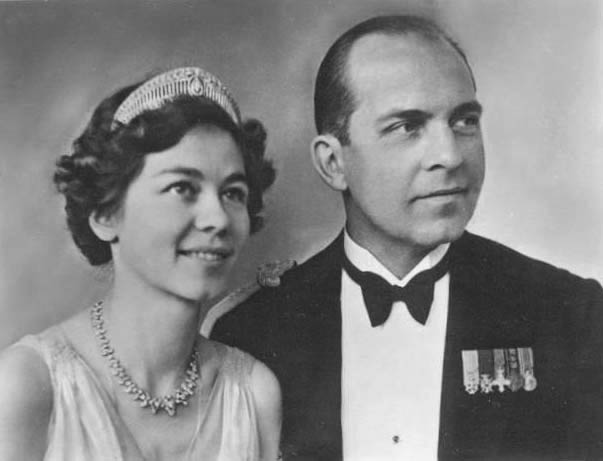
El rey Pablo I de Grecia y su esposa Federica de Hannover en 1939.

En febrero de 1947, Jorge II anunció finalmente el matrimonio de su hermana y precisó que este acontecimiento le producía «una satisfacción particular». La ceremonia se previó para el mes de abril y era el propio soberano el que llevaba a la hermana al altar. Sin embargo, el rey murió de arterioesclerosis veinte días antes de la boda. El matrimonio no pudo atrasarse y debió celebrarse en pleno luto.
El 21 de abril de 1947, Catalina contrajo matrimonio con el mayor británico Richard Brandram tras dos ceremonias, una anglicana y la otra ortodoxa. La unión, que tuvo un carácter privado, se celebró en la sala de baile del palacio real y fue el nuevo monarca, Pablo I el padrino y el que acompañó a la princesa al altar.
Catalina, que había tenido como padrinos al conjunto de miembros de los ejércitos de tierra y de la marina griegos, recibió, entre otros regalos de matrimonio, la suma de 10 000 libras esterlinas de parte del ejército griego así como un cheque de 4000 libras y un brazalete de diamantes de parte de la policía griega.
Tras una luna de miel que pasaron en la casa del coronel Dimitrios Levidis, antiguo ayudante de campo de Jorge II, Catalina y su esposo se instalaron en Bagdad, ya que Richard trabajaba en la embajada británica. La pareja fue pronto a vivir al Reino Unido, primero al barrio londinense de Belgravia y después a una casa en Marlow. Para resolver la cuestión del título y del rango de la princesa, el rey Jorge VI del Reino Unido le concedió a la princesa el título de lady Brandram, situándola en el orden de precedencias como hija de un duque.

### Una vida retirada

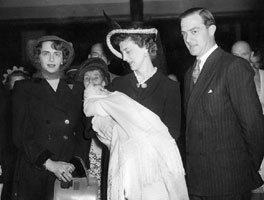
Bautismo de Paul Brandram. De izquierda a derecha, su prima, la princesa Marina, su hijo Pablo y su marido, el mayor Richard Brandram.

En Inglaterra, Catalina llevó, junto con su esposo, una vida relativamente retirada y discreta. Con menos dinero que la mayor parte de sus parientes, la princesa no pudo permitirse frecuentar asiduamente la corte. No obstante, los Brandham participaron en los grandes eventos que se producían en la vida de las familias reales con las que Catalina estaba emparentada. En 1947, la pareja fue invitada al matrimonio de la princesa de Gales (futura Isabel II del Reino Unido) con Felipe de Edimburgo, que era príncipe de Grecia. Miembro eminente de la comunidad griega del Reino Unido, Catalina fue invitada a numerosos actos organizados por la liga anglohelena.
El 1 de abril de 1948, un año después de la muerte del rey Jorge II de Grecia, Catalina dio a luz a su único hijo, Paul Bradham. Algunas semanas más tarde, el 31 de mayo, fue bautizado y tuvo como padrino al duque de Edimburgo, representado durante la ceremonia por el mayor R.D. Dixon-Firth. Desde entonces, Catalina organizó su vida alrededor de su hijo y, más tarde, de sus nietos.

### Batalla jurídica contra Grecia

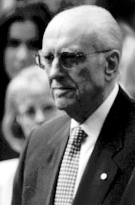
El primer ministro griego Andreas Papandreu.

En diciembre de 1967, tras un golpe de Estado contra la Dictadura de los Coroneles, el rey Constantino II de Grecia y su familia tuvieron que abandonar el país y partir al exilio en Roma. Los bienes de la familia fueron confiscados y Catalina, copropietaria de la granja real de Polidendri, se vio afectada por esta medida así como sus sobrinos, En 1974, se restauró la democracia en Grecia y un referéndum abolió la monarquía empezando así la III República griega. Sin embargo, en 1979, el decreto de confiscación de las residencias privadas de la antigua familia real fue abolido y el palacio de Tatoi y de Mon Repos así como la granja de Polidendri fueron devueltos a sus dueños.
Sin embargo, la historia se repitió en 1994 cuando el gobierno socialista de Andreas Papandreu confiscó, de nuevo y sin compensación, los bienes de la familia real con el pretexto de que fueron adquiridos por los soberanos griegos en circunstancias dudosas. Afectada por la medida, del mismo modo que el exrey Constantino II, la reina Sofía de España y la princesa Irene, Catalina se unió a sus sobrinos en la demanda presentada ante el Tribunal Europeo de Derechos Humanos En noviembre de 2000, el tribunal dio la razón a la familia real y condenó al gobierno griego a indemnizar a la princesa y a su familia. El gobierno socialista recurrió, pero el tribunal confirmó la sentencia en 2002. La princesa recibió de su patria natal una indemnización de 300 000 euros.

### Últimos años
Richard murió tras una larga enfermedad en 1994, a la edad de 82 años. Desde entonces, Catalina, viuda, vio como su salud empeoró, lo que la obligó a desplazarse en silla de ruedas. Sin embargo, la princesa siguió haciendo apariciones públicas. Asistió, por ejemplo al cumpleaños número 80 de su primo, el príncipe Felipe de Edimburgo.
Tras la muerte de la infanta Beatriz de Borbón y Battenberg en 2002, Catalina era la única bisnieta aún viva de la reina Victoria, aunque todavía vivía el último bisnieto, el conde Carlos Juan Bernadotte, que fallecería en 2012. La princesa fue enterrada tras una ceremonia privada, en la necrópolis de la familia real de Grecia en Tatoi el 11 de octubre de 2007. Su hijo y sus nietos estuvieron rodeados por el exrey Constantino II de Grecia y una parte de la familia, así como del príncipe Alejandro de Yugoslavia y del duque Amadeo III de Saboya-Aosta.

## Distinciones honoríficas
Griegas
- Enero de 1936: Dama Gran Cruz de la Orden de las Santas Olga y Sofía.
- 30 de marzo de 1963 : Insignia conmemorativa del Centenario de la Casa Real de Grecia.[81]

## Antepasados
|  |                                                                    |  |  |  |  |  |  |  |  |  |  |  |  |  |  |  |
|  | 16. Federico Guillermo de Schleswig-Holstein-Sonderburg-Glücksburg |  |  |  |  |  |  |  |  |  |  |  |  |  |  |  |
|  |                                                                    |  |  |  |  |  |  |  |  |  |  |  |  |  |  |  |
|  |                                                                    |  |  |  |  |  |  |  |  |  |  |  |  |  |  |  |
|  | 8. Cristián IX de Dinamarca                                        |  |  |  |  |  |  |  |  |  |  |  |  |  |  |  |
|  |                                                                    |  |  |  |  |  |  |  |  |  |  |  |  |  |  |  |
|  |                                                                    |  |  |  |  |  |  |  |  |  |  |  |  |  |  |  |
|  | 17. Luisa Carolina de Hesse-Kassel                                 |  |  |  |  |  |  |  |  |  |  |  |  |  |  |  |
|  |                                                                    |  |  |  |  |  |  |  |  |  |  |  |  |  |  |  |
|  |                                                                    |  |  |  |  |  |  |  |  |  |  |  |  |  |  |  |
|  | 4. Jorge I de Grecia                                               |  |  |  |  |  |  |  |  |  |  |  |  |  |  |  |
|  |                                                                    |  |  |  |  |  |  |  |  |  |  |  |  |  |  |  |
|  |                                                                    |  |  |  |  |  |  |  |  |  |  |  |  |  |  |  |
|  | 18. Guillermo de Hesse-Kassel                                      |  |  |  |  |  |  |  |  |  |  |  |  |  |  |  |
|  |                                                                    |  |  |  |  |  |  |  |  |  |  |  |  |  |  |  |
|  |                                                                    |  |  |  |  |  |  |  |  |  |  |  |  |  |  |  |
|  | 9. Luisa de Hesse-Kassel                                           |  |  |  |  |  |  |  |  |  |  |  |  |  |  |  |
|  |                                                                    |  |  |  |  |  |  |  |  |  |  |  |  |  |  |  |
|  |                                                                    |  |  |  |  |  |  |  |  |  |  |  |  |  |  |  |
|  | 19. Luisa Carlota de Dinamarca                                     |  |  |  |  |  |  |  |  |  |  |  |  |  |  |  |
|  |                                                                    |  |  |  |  |  |  |  |  |  |  |  |  |  |  |  |
|  |                                                                    |  |  |  |  |  |  |  |  |  |  |  |  |  |  |  |
|  | 2. Constantino I de Grecia                                         |  |  |  |  |  |  |  |  |  |  |  |  |  |  |  |
|  |                                                                    |  |  |  |  |  |  |  |  |  |  |  |  |  |  |  |
|  |                                                                    |  |  |  |  |  |  |  |  |  |  |  |  |  |  |  |
|  | 20. Nicolás I de Rusia                                             |  |  |  |  |  |  |  |  |  |  |  |  |  |  |  |
|  |                                                                    |  |  |  |  |  |  |  |  |  |  |  |  |  |  |  |
|  |                                                                    |  |  |  |  |  |  |  |  |  |  |  |  |  |  |  |
|  | 10. Constantino Nikoláyevich de Rusia                              |  |  |  |  |  |  |  |  |  |  |  |  |  |  |  |
|  |                                                                    |  |  |  |  |  |  |  |  |  |  |  |  |  |  |  |
|  |                                                                    |  |  |  |  |  |  |  |  |  |  |  |  |  |  |  |
|  | 21. Carlota de Prusia                                              |  |  |  |  |  |  |  |  |  |  |  |  |  |  |  |
|  |                                                                    |  |  |  |  |  |  |  |  |  |  |  |  |  |  |  |
|  |                                                                    |  |  |  |  |  |  |  |  |  |  |  |  |  |  |  |
|  | 5. Olga Konstantínova Románova                                     |  |  |  |  |  |  |  |  |  |  |  |  |  |  |  |
|  |                                                                    |  |  |  |  |  |  |  |  |  |  |  |  |  |  |  |
|  |                                                                    |  |  |  |  |  |  |  |  |  |  |  |  |  |  |  |
|  | 22. José de Sajonia-Altenburgo                                     |  |  |  |  |  |  |  |  |  |  |  |  |  |  |  |
|  |                                                                    |  |  |  |  |  |  |  |  |  |  |  |  |  |  |  |
|  |                                                                    |  |  |  |  |  |  |  |  |  |  |  |  |  |  |  |
|  | 11. Alejandra de Sajonia-Altenburgo                                |  |  |  |  |  |  |  |  |  |  |  |  |  |  |  |
|  |                                                                    |  |  |  |  |  |  |  |  |  |  |  |  |  |  |  |
|  |                                                                    |  |  |  |  |  |  |  |  |  |  |  |  |  |  |  |
|  | 23. Amelia de Würtemberg                                           |  |  |  |  |  |  |  |  |  |  |  |  |  |  |  |
|  |                                                                    |  |  |  |  |  |  |  |  |  |  |  |  |  |  |  |
|  |                                                                    |  |  |  |  |  |  |  |  |  |  |  |  |  |  |  |
|  | 1. Catalina de Grecia                                              |  |  |  |  |  |  |  |  |  |  |  |  |  |  |  |
|  |                                                                    |  |  |  |  |  |  |  |  |  |  |  |  |  |  |  |
|  |                                                                    |  |  |  |  |  |  |  |  |  |  |  |  |  |  |  |
|  | 24. Federico Guillermo III de Prusia                               |  |  |  |  |  |  |  |  |  |  |  |  |  |  |  |
|  |                                                                    |  |  |  |  |  |  |  |  |  |  |  |  |  |  |  |
|  |                                                                    |  |  |  |  |  |  |  |  |  |  |  |  |  |  |  |
|  | 12. Guillermo I de Alemania                                        |  |  |  |  |  |  |  |  |  |  |  |  |  |  |  |
|  |                                                                    |  |  |  |  |  |  |  |  |  |  |  |  |  |  |  |
|  |                                                                    |  |  |  |  |  |  |  |  |  |  |  |  |  |  |  |
|  | 25. Luisa de Mecklemburgo-Strelitz                                 |  |  |  |  |  |  |  |  |  |  |  |  |  |  |  |
|  |                                                                    |  |  |  |  |  |  |  |  |  |  |  |  |  |  |  |
|  |                                                                    |  |  |  |  |  |  |  |  |  |  |  |  |  |  |  |
|  | 6. Federico III de Alemania                                        |  |  |  |  |  |  |  |  |  |  |  |  |  |  |  |
|  |                                                                    |  |  |  |  |  |  |  |  |  |  |  |  |  |  |  |
|  |                                                                    |  |  |  |  |  |  |  |  |  |  |  |  |  |  |  |
|  | 26. Carlos Federico de Sajonia-Weimar-Eisenach                     |  |  |  |  |  |  |  |  |  |  |  |  |  |  |  |
|  |                                                                    |  |  |  |  |  |  |  |  |  |  |  |  |  |  |  |
|  |                                                                    |  |  |  |  |  |  |  |  |  |  |  |  |  |  |  |
|  | 13. Augusta de Sajonia-Weimar-Eisenach                             |  |  |  |  |  |  |  |  |  |  |  |  |  |  |  |
|  |                                                                    |  |  |  |  |  |  |  |  |  |  |  |  |  |  |  |
|  |                                                                    |  |  |  |  |  |  |  |  |  |  |  |  |  |  |  |
|  | 27. María Pávlovna de Rusia                                        |  |  |  |  |  |  |  |  |  |  |  |  |  |  |  |
|  |                                                                    |  |  |  |  |  |  |  |  |  |  |  |  |  |  |  |
|  |                                                                    |  |  |  |  |  |  |  |  |  |  |  |  |  |  |  |
|  | 3. Sofía de Prusia                                                 |  |  |  |  |  |  |  |  |  |  |  |  |  |  |  |
|  |                                                                    |  |  |  |  |  |  |  |  |  |  |  |  |  |  |  |
|  |                                                                    |  |  |  |  |  |  |  |  |  |  |  |  |  |  |  |
|  | 28. Ernesto I de Sajonia-Coburgo-Gotha                             |  |  |  |  |  |  |  |  |  |  |  |  |  |  |  |
|  |                                                                    |  |  |  |  |  |  |  |  |  |  |  |  |  |  |  |
|  |                                                                    |  |  |  |  |  |  |  |  |  |  |  |  |  |  |  |
|  | 14. Alberto de Sajonia-Coburgo-Gotha                               |  |  |  |  |  |  |  |  |  |  |  |  |  |  |  |
|  |                                                                    |  |  |  |  |  |  |  |  |  |  |  |  |  |  |  |
|  |                                                                    |  |  |  |  |  |  |  |  |  |  |  |  |  |  |  |
|  | 29. Luisa de Sajonia-Gotha-Altenburgo                              |  |  |  |  |  |  |  |  |  |  |  |  |  |  |  |
|  |                                                                    |  |  |  |  |  |  |  |  |  |  |  |  |  |  |  |
|  |                                                                    |  |  |  |  |  |  |  |  |  |  |  |  |  |  |  |
|  | 7. Victoria, Princesa Real                                         |  |  |  |  |  |  |  |  |  |  |  |  |  |  |  |
|  |                                                                    |  |  |  |  |  |  |  |  |  |  |  |  |  |  |  |
|  |                                                                    |  |  |  |  |  |  |  |  |  |  |  |  |  |  |  |
|  | 30. Eduardo de Hannover                                            |  |  |  |  |  |  |  |  |  |  |  |  |  |  |  |
|  |                                                                    |  |  |  |  |  |  |  |  |  |  |  |  |  |  |  |
|  |                                                                    |  |  |  |  |  |  |  |  |  |  |  |  |  |  |  |
|  | 15. Victoria del Reino Unido                                       |  |  |  |  |  |  |  |  |  |  |  |  |  |  |  |
|  |                                                                    |  |  |  |  |  |  |  |  |  |  |  |  |  |  |  |
|  |                                                                    |  |  |  |  |  |  |  |  |  |  |  |  |  |  |  |
|  | 31. Victoria de Sajonia-Coburgo-Saalfeld                           |  |  |  |  |  |  |  |  |  |  |  |  |  |  |  |
|  |                                                                    |  |  |  |  |  |  |  |  |  |  |  |  |  |  |  |
|  |                                                                    |  |  |  |  |  |  |  |  |  |  |  |  |  |  |  |